# Чо Кі Хян
Чо Кі Хян (23 вересня 1963) — південнокорейська хокеїстка на траві.
Срібна призерка Олімпійських Ігор 1988 року.
Переможниця Азійських ігор 1986 року, срібна призерка 1982 року.